# Ruth Wagner

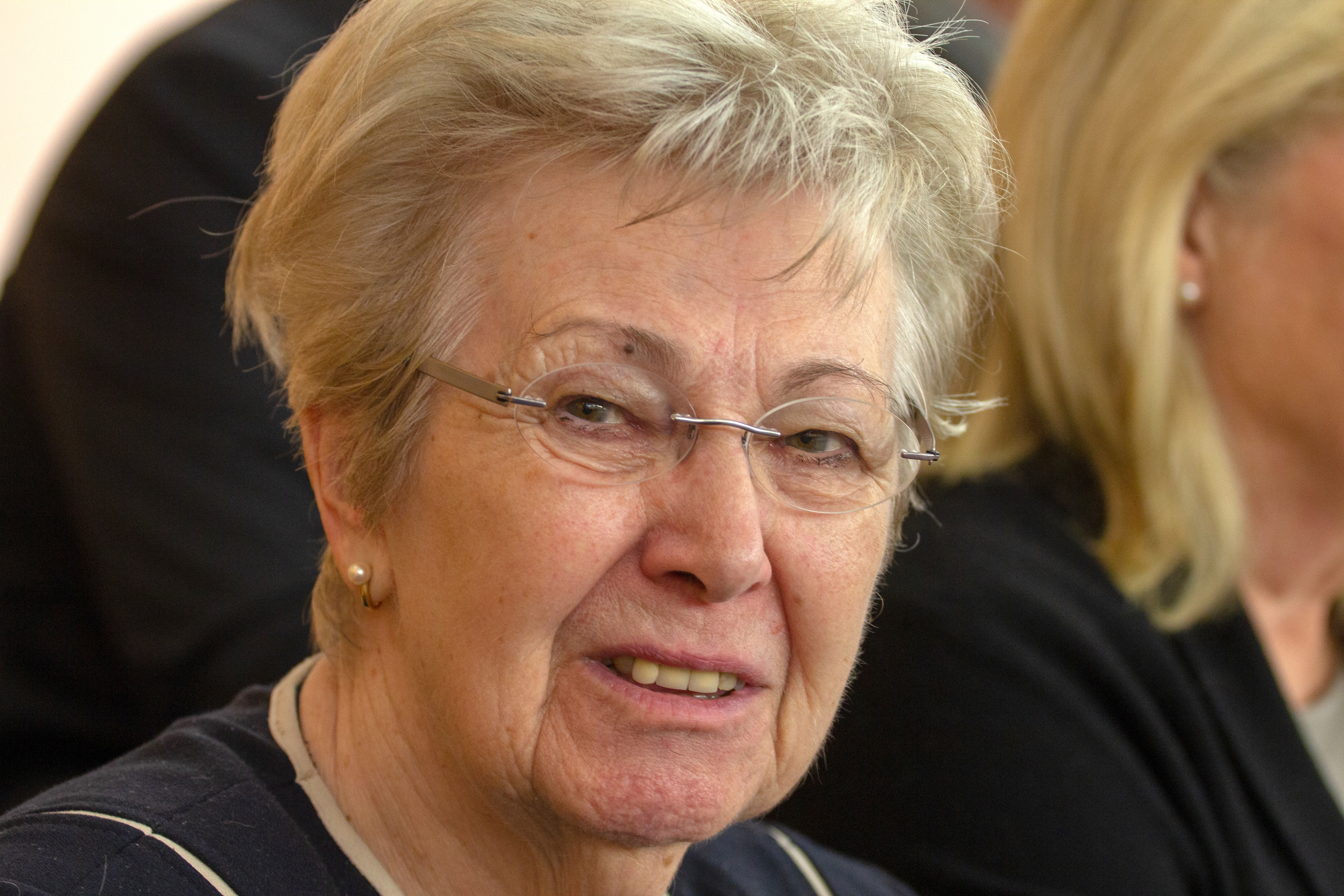
Wagner em 2019

Ruth Wagner (nascida a 18 de outubro de 1940) é uma política alemã do Partido Democrático Liberal (FDP) e foi de 1999 a 2003 a vice-primeira-ministra do estado federal de Hesse .

## Vida e política
Wagner nasceu em 1940 na cidade alemã de Riedstadt e estudou na Universidade de Frankfurt para se tornar professora.
Wagner entrou para o FDP em 1971 e tornou-se membro do Landtag de Hesse, o parlamento do estado federal de Hesse, fazendo parte dele de 1978 até 1999. De 1999 a 2003, Wagner chefiou o Ministério de Ensino Superior, Pesquisa e Artes de Hesse e também serviu como vice-primeira-ministra.